# Cteniogaster conviva
Cteniogaster conviva is een spinnensoort uit de familie van de bodemzakspinnen (Liocranidae).
De wetenschappelijke naam van de soort werd in 2013 gepubliceerd door Bosselaers & Jocqué.

## Voorkomen
De soort komt voor in Tanzania.